# Martenslinde
Martenslinde (Limburgs: Lin) is een dorp in het zuiden (Noord-Haspengouw) van de Belgische provincie Limburg (arrondissement Tongeren), en een deelgemeente van de stad Bilzen-Hoeselt, het was een zelfstandige gemeente tot aan de gemeentelijke herindeling van 1977.

## Etymologie
Martenslinde werd voor het eerst vermeld in 1096 als Linne, wat verwijst naar een lindeboom. Later werd de naam van de patroonheilige van de parochie toegevoegd. Zo sprak men in 1365 van Linne Sancti Martini.

## Geschiedenis
In Martenslinde werden geen prehistoriche en Romeinse overblijfselen gevonden. Het behoorde vroeger -met Bilzen en Munsterbilzen tot het Merovingisch domein Belisa. Later kwam het aan het Graafschap Loon, en sedert 1366 aan de Bisschoppelijke Tafel van Luik.
De kapel van Martenslinde werd gesticht vanuit de Abdij van Munsterbilzen en was ondergeschikt aan de parochie van Bilzen. Het tiendrecht was deels in bezit van de Abdij van Munsterbilzen, deels van de Commanderij van Alden Biesen. Pas in 1803 werd Martenslinde een zelfstandige parochie.
Martenslinde werd in 1977 samengevoegd met de nieuw gevormde fusiegemeente Bilzen, die in 2025 opging in Bilzen-Hoeselt.

## Demografische ontwikkeling
- Bronnen:NIS, Opm:1831 tot en met 1970=volkstellingen; 1976 = inwoneraantal op 31 december

## Bezienswaardigheden

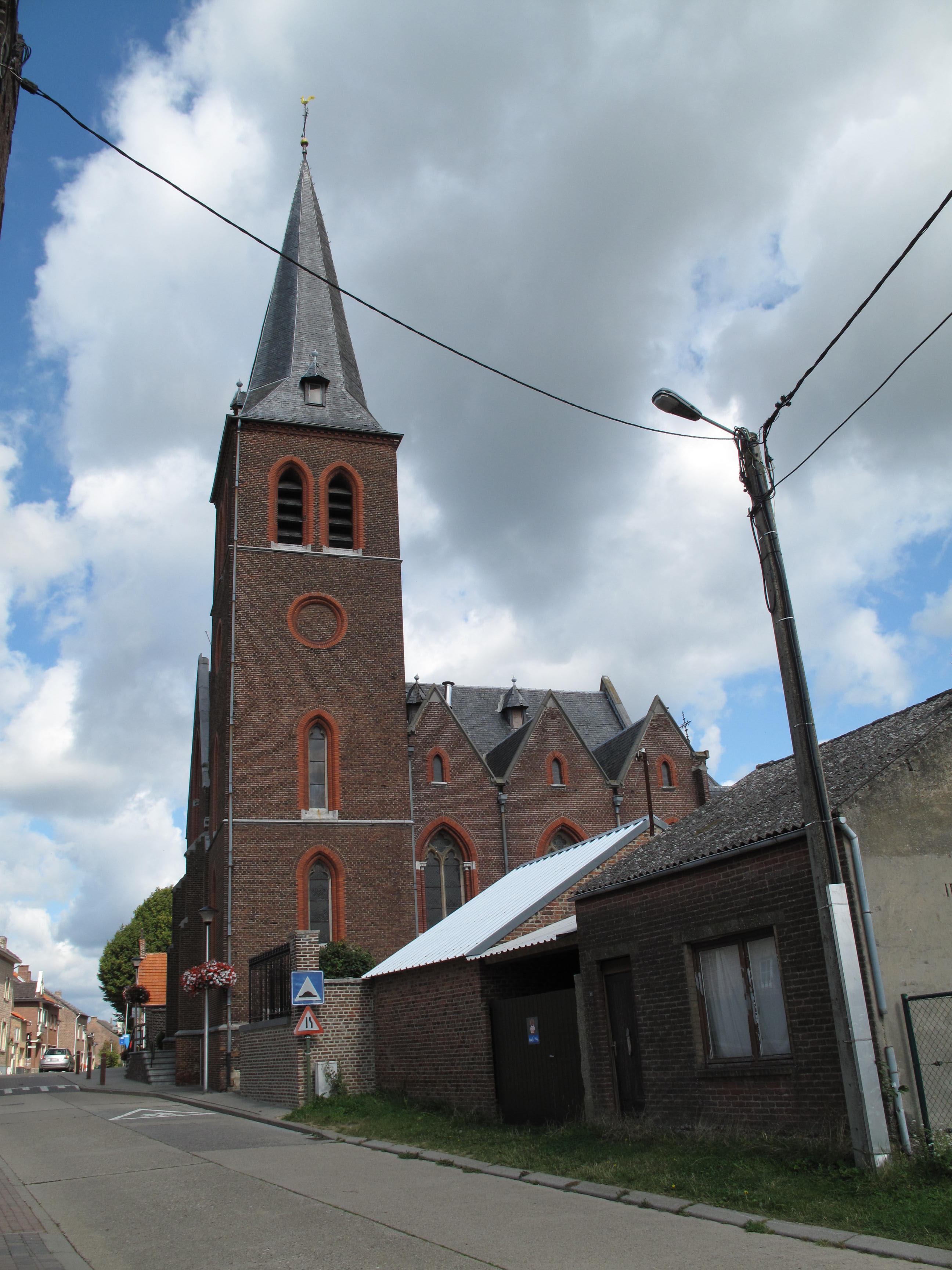
Sint Martinuskerk

- De Sint-Martinuskerk, een neogotisch bouwwerk uit 1892 met 14e-eeuws koor.
- De oude grafstenen van Nulens (1669) en Lemmens (1769) werden uit de kerk gehaald en tegen de pastorie op het kerkhof geplaatst
- Vakwerkhoeve aan Stintelaarstraat 14.
- De kapel van de H. Anna (moeder van Maria) aan de Linnerveldstraat is een eenvoudig, mergelstenen betreedbare kapel met bakstenen voorgevel, waarvan de kern mogelijk 17e-eeuws is, maar die in 1889 is herbouwd.
- Het voormalig gemeentehuis, uit 1878, werd in 2006 uitgebouwd tot de nieuwe basisschool De Halte.

## Natuur en landschap
Martenslinde ligt in Vochtig-Haspengouw, en heeft een hoogte die varieert van 77 tot 110 meter. De Wilderbeek stroomt vlak langs het dorp. In de vallei daarvan bevindt zich het Wilderpark, een natuurgebied dat zich ten noorden van het dorp uitstrekt. Op het plateau wordt landbouw en fruitteelt beoefend.

## Sport
Sinds enkele jaren speelt Martenslinde voetbal in een fusie met Rijkhoven, de ploeg heet KMR Biesen.

## Nabijgelegen kernen
Waltwilder, Bilzen, Rijkhoven, Kleine-Spouwen, Rosmeer